# Freaky Styley
Albums de Red Hot Chili Peppers
Red Hot Chili Peppers
(1984) The Uplift Mofo Party Plan
(1987)
Freaky Styley est le deuxième album des Red Hot Chili Peppers, sorti en 1985. Produit par George Clinton du groupe P-Funk, qui a apporté une forte influence funk à l'enregistrement, l'album fut un échec commercial : la plupart des critiques l'ont complètement ignoré et Freaky Styley n'a jamais atteint le Billboard Top 200. Le single « Hollywood (Africa) » a permis au groupe de se faire connaître en Europe avec un succès modéré, mais aux États-Unis il est passé relativement inaperçu ; il reste toutefois très apprécié des fans de la première heure des Red Hot.
L'album marque le retour au sein du groupe d'Hillel Slovak à la guitare. Cependant, une grande majorité des chansons composant l'album avait été écrite avant le départ de Jack Sherman ; l'alchimie des débuts n'est pas encore tout à fait présente sur cet album, ce qui peut expliquer le nouvel échec, à la suite duquel le batteur Cliff Martinez décide à son tour de quitter le groupe, pour redonner sa place à Jack Irons, qui pourra enregistrer en 1987 The Uplift Mofo Party Plan avec le reste de la formation originelle du groupe.

## Fiche technique

### Liste des titres
Toutes les chansons sont écrites et composées par Anthony Kiedis, Flea, Cliff Martinez et Jack Sherman, sauf mention contraire.
| Freaky Styley | Freaky Styley                                              | Freaky Styley                                                   | Freaky Styley | Freaky Styley | Freaky Styley | Freaky Styley | Freaky Styley | Freaky Styley | Freaky Styley |
| No            | Titre                                                      | Auteur                                                          | Durée         |               |               |               |               |               |               |
| ------------- | ---------------------------------------------------------- | --------------------------------------------------------------- | ------------- | ------------- | ------------- | ------------- | ------------- | ------------- | ------------- |
| 1.            | Jungle Man (16 août 1985)                                  |                                                                 | 4:09          |               |               |               |               |               |               |
| 2.            | Hollywood (Africa) (16 août 1985, cover de The Meters)     | Ziggy Modeliste, Leo Nocentelli, Art Neville, George Porter Jr. | 5:03          |               |               |               |               |               |               |
| 3.            | American Ghost Dance                                       |                                                                 | 3:51          |               |               |               |               |               |               |
| 4.            | If You Want Me to Stay (cover de Sly and The Family Stone) | Sly Stone                                                       | 4:07          |               |               |               |               |               |               |
| 5.            | Nevermind                                                  | Anthony Kiedis, Flea, Hillel Slovak, Jack Irons                 | 2:47          |               |               |               |               |               |               |
| 6.            | Freaky Styley                                              |                                                                 | 3:39          |               |               |               |               |               |               |
| 7.            | Blackeyed Blonde                                           |                                                                 | 2:40          |               |               |               |               |               |               |
| 8.            | The Brothers Cup                                           |                                                                 | 3:27          |               |               |               |               |               |               |
| 9.            | Battleship                                                 |                                                                 | 1:53          |               |               |               |               |               |               |
| 10.           | Lovin' and Touchin                                         |                                                                 | 0:36          |               |               |               |               |               |               |
| 11.           | Catholic School Girls Rule                                 | Kiedis, Flea, Cliff Martinez                                    | 1:55          |               |               |               |               |               |               |
| 12.           | Sex Rap                                                    | Kiedis, Flea, Slovak, Irons                                     | 1:54          |               |               |               |               |               |               |
| 13.           | Thirty Dirty Birds                                         |                                                                 | 0:14          |               |               |               |               |               |               |
| 14.           | Yertle the Turtle                                          |                                                                 | 3:46          |               |               |               |               |               |               |
| 39:11         |                                                            |                                                                 |               |               |               |               |               |               |               |

| Format vinyle | Format vinyle                                              | Format vinyle                                                   | Format vinyle | Format vinyle | Format vinyle | Format vinyle | Format vinyle | Format vinyle | Format vinyle |
| No            | Titre                                                      | Auteur                                                          | Durée         |               |               |               |               |               |               |
| ------------- | ---------------------------------------------------------- | --------------------------------------------------------------- | ------------- | ------------- | ------------- | ------------- | ------------- | ------------- | ------------- |
| A1.           | Jungle Man (16 août 1985)                                  |                                                                 | 4:09          |               |               |               |               |               |               |
| A2.           | Hollywood (Africa) (16 août 1985, cover de The Meters)     | Ziggy Modeliste, Leo Nocentelli, Art Neville, George Porter Jr. | 5:03          |               |               |               |               |               |               |
| A3.           | American Ghost Dance                                       |                                                                 | 3:51          |               |               |               |               |               |               |
| A4.           | If You Want Me to Stay (cover de Sly and The Family Stone) | Sly Stone                                                       | 4:07          |               |               |               |               |               |               |
| A5.           | Nevermind                                                  | Anthony Kiedis, Flea, Hillel Slovak, Jack Irons                 | 2:47          |               |               |               |               |               |               |
| B1.           | Freaky Styley                                              |                                                                 | 3:39          |               |               |               |               |               |               |
| B2.           | Blackeyed Blonde                                           |                                                                 | 2:40          |               |               |               |               |               |               |
| B3.           | The Brothers Cup                                           |                                                                 | 3:27          |               |               |               |               |               |               |
| B4.           | Battleship                                                 |                                                                 | 1:53          |               |               |               |               |               |               |
| B5.           | Lovin' and Touchin                                         |                                                                 | 0:36          |               |               |               |               |               |               |
| B6.           | Catholic School Girls Rule                                 | Kiedis, Flea, Cliff Martinez                                    | 1:55          |               |               |               |               |               |               |
| B7.           | Sex Rap                                                    | Kiedis, Flea, Slovak, Irons                                     | 1:54          |               |               |               |               |               |               |
| B8.           | Thirty Dirty Birds                                         |                                                                 | 0:14          |               |               |               |               |               |               |
| B9.           | Yertle the Turtle                                          |                                                                 | 3:46          |               |               |               |               |               |               |
| 39:11         |                                                            |                                                                 |               |               |               |               |               |               |               |

| Version remasterisée de 2003 | Version remasterisée de 2003             | Version remasterisée de 2003                    | Version remasterisée de 2003 | Version remasterisée de 2003 | Version remasterisée de 2003 | Version remasterisée de 2003 | Version remasterisée de 2003 | Version remasterisée de 2003 | Version remasterisée de 2003 |
| No                           | Titre                                    | Auteur                                          | Durée                        |                              |                              |                              |                              |                              |                              |
| ---------------------------- | ---------------------------------------- | ----------------------------------------------- | ---------------------------- | ---------------------------- | ---------------------------- | ---------------------------- | ---------------------------- | ---------------------------- | ---------------------------- |
| 15.                          | Nevermind (démo)                         | Anthony Kiedis, Flea, Hillel Slovak, Jack Irons | 2:17                         |                              |                              |                              |                              |                              |                              |
| 16.                          | Sex Rap (démo)                           | Kiedis, Flea, Slovak, Irons                     | 1:37                         |                              |                              |                              |                              |                              |                              |
| 17.                          | Freaky Styley (version longue originale) |                                                 | 8:49                         |                              |                              |                              |                              |                              |                              |
| 18.                          | Millionaires Against Hunger              |                                                 | 3:28                         |                              |                              |                              |                              |                              |                              |
| 16:11                        |                                          |                                                 |                              |                              |                              |                              |                              |                              |                              |